# 蓮沼執太フィル
蓮沼執太フィル(はすぬましゅうたフィル、Shuta Hasunuma Philharmonic Orchestra)は、音楽家蓮沼執太率いる日本の音楽グループ。通称"現代版フィルハーモニック・ポップ・オーケストラ"。
本項目では、2018年に新たに10名を加えて結成された"蓮沼執太フルフィル" (Shuta Hasunuma Full Philharmonic Orchestra)についても述べる。

## メンバー
蓮沼執太フィル
※「シンフィル」発表時点でのメンバー
- 蓮沼執太 - コンダクター、ボーカル、キーボード
- 石塚周太 - ベース、ギター
- イトケン - ドラムス、シンセサイザー
- 大谷能生 - サックス
- 尾嶋優[注釈 1] - ドラムス
- 音無史哉 - 笙
- 葛西敏彦 - PA
- K-Ta - マリンバ
- 小林うてな - スティールパン
- ゴンドウトモヒコ - ユーフォニアム
- 斉藤亮輔 - ギター
- 千葉広樹 - ヴァイオリン、ベース
- 手島絵里子 - ヴィオラ
- 宮地夏海 - フルート
- 三浦千明 - フリューゲルホルン、グロッケン

※「アントロポセン」発表時点までの参加アーティスト
- 木下美紗都 - コーラス
- 環ROY - ラップ

蓮沼執太フルフィル
前述の蓮沼執太フィルのメンバーに加え、公募で以下の10名が加入。
- 池田恭子 - パーカッション
- 石川賢 - キーボード
- 内田翼 - スティールパン
- 河野絵里花 - マリンバ
- 菅間一徳 - 12弦ギター
- たきぐちがめ - トロンボーン
- 田中堅大 - ギター
- 松浦知也 - エレクトロニクス
- 宮坂遼太郎 - パーカッション
- 横山千晶 - ヴァイオリン

## 作品
蓮沼執太フィル
- 時が奏でる(2014年)
- アントロポセン(2018年)
- シンフィル(2023年)

蓮沼執太フルフィル
- フルフォニー | FULLPHONY(2020年)

## 映像

### ミュージックビデオ
| アーティスト名     | タイトル                               | 年         | 収録アルバム       | 監督                                   |
| ------------------ | -------------------------------------- | ---------- | ------------------ | -------------------------------------- |
| 蓮沼執太フィル     | 「ZERO CONCERTO」 - YouTube            | 2013/12/11 | 『時が奏でる』     | 林靖高（Chim↑Pom）、北川陽子（FAIFAI） |
| 蓮沼執太フィル     | 「Meeting Place」 - YouTube            | 2018/07/05 | 『アントロポセン』 | 絵：平山昌尚                           |
| 蓮沼執太フィル     | 「Juxtaposition with Tokyo」 - YouTube | 2018/07/26 | 『アントロポセン』 | ホンマタカシ                           |
| 蓮沼執太フルフィル | 「windandwindows」 - YouTube           | 2020/08/15 | 『フルフォニー』   | アートワーク：横尾忠則                 |
| 蓮沼執太フィル     | 「HOLIDAY feat. 塩塚モエカ」 - YouTube | 2021/01/22 | 『シンフィル』     | 瀬田なつき                             |

### ライブ・ビデオ
| アーティスト名     | タイトル                                                         | イベントタイトル /                                                           | 年   |
| ------------------ | ---------------------------------------------------------------- | ---------------------------------------------------------------------------- | ---- |
| 蓮沼執太フィル     | 「Earphone & Headphone in my Head」 - YouTube                    | 蓮沼執太フィル・ニューイヤーコンサート2011 at VACANT                         | 2011 |
| 蓮沼執太フィル     | 「Hello Everything」 - YouTube                                   | 『HARAJUKU PERFORMANCE+DOMMUNE 2013』at ラフォーレミュージアム原宿           | 2014 |
| 蓮沼執太フィル     | 「ONEMAN」 - YouTube                                             | 「音楽からとんでみる4」全方位型フィル                                        | 2015 |
| 蓮沼執太フィル     | 「YES」 - YouTube                                                | 蓮沼執太 活動10周年記念公演『蓮沼X執太』                                     | 2016 |
| 蓮沼執太フィル     | 『ANTHROPOCENE』【Album Trailer】 - YouTube                      | アルバム『アントロポセン』リリース記念                                       | 2018 |
| 蓮沼執太フルフィル | ライブ・ダイジェスト映像 - YouTube                               | 蓮沼執太フルフィル公演『FULLPHONY｜フルフォニー』at すみだトリフォニーホール | 2018 |
| 蓮沼執太フィル     | 「MEETING PLACE」 - YouTube                                      | 森、道、市場 2018                                                            | 2018 |
| 蓮沼執太フィル     | ライブ・ティザー映像 - YouTube                                   | ニューイヤーコンサート2019                                                   | 2019 |
| 蓮沼執太フィル     | GINZA SONY PARK 地上ゲリラライブ - YouTube                       | Surprise Concert in Ginza Sony Park                                          | 2019 |
| 蓮沼執太フィル     | 『日比谷、時が奏でる』トレイラー映像 - YouTube                   | 『日比谷、時が奏でる』at 日比谷野外大音楽堂                                  | 2019 |
| 蓮沼執太フィル     | Earphone and Headphone in my Head - PLAY0 - YouTube              | 『日比谷、時が奏でる』at 日比谷野外大音楽堂                                  | 2019 |
| 蓮沼執太フィル     | CHANCE feat. 中村佳穂 - YouTube                                  | 『日比谷、時が奏でる』at 日比谷野外大音楽堂                                  | 2019 |
| 蓮沼執太フルフィル | FULLPHONY - YouTube                                              | 『日比谷、時が奏でる』at 日比谷野外大音楽堂                                  | 2019 |
| 蓮沼執太フィル     | ライブ・ダイジェスト映像 - YouTube                               | 蓮沼執太フィル オンライン公演 #フィルAPIスパイラル                           | 2020 |
| 蓮沼執太フィル     | ナイスポーズ with RYUTist and 柴田さとこ - YouTube               | 蓮沼執太フィル オンライン公演 #フィルAPIスパイラル                           | 2020 |
| 蓮沼執太フィル     | 「M28」 - YouTube                                                | 蓮沼執太フィル・オーチャードホール公演『○→○』                                | 2021 |
| 蓮沼執太フィル     | Selves feat.Cornelius(BD mix)/MUSIC TODAY April 2,2023 - YouTube | ミュージック・トゥデイ                                                       | 2023 |